# خوان وان در هامن
خوان وان در هامن (انگلیسی: Juan van der Hamen؛ ۱۵۹۶ – ۲۸ مارس ۱۶۳۱) یک نقاش اهل اسپانیا بود.امروزه وی بیشتر به‌دلیل نقاشی‌های طبیعت بی‌جان خود شناخته می‌شود.

## نگارخانه

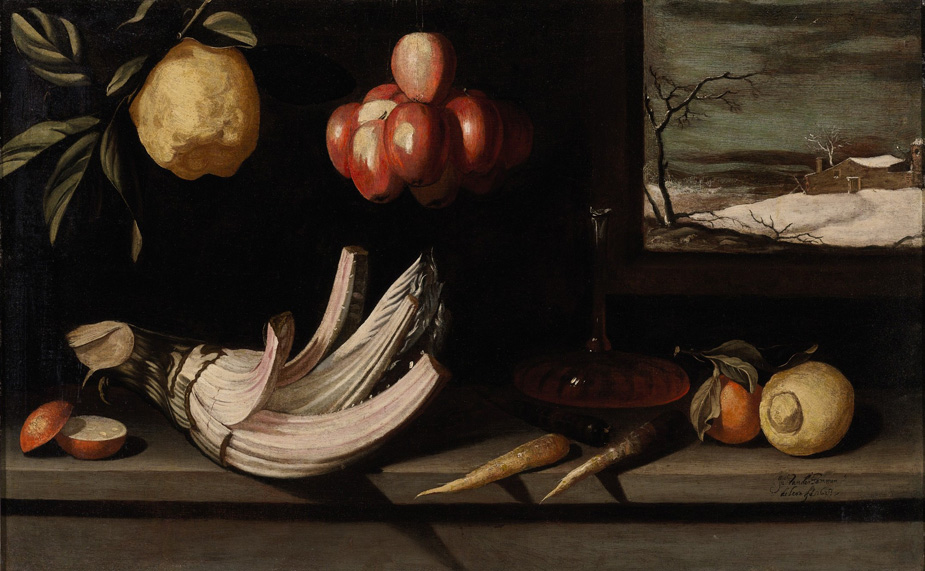
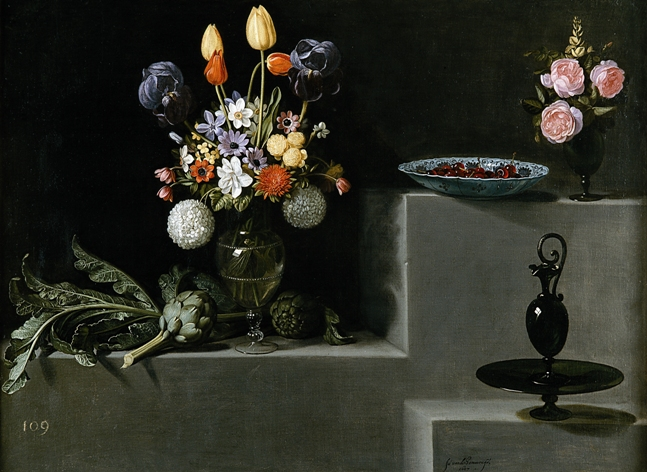
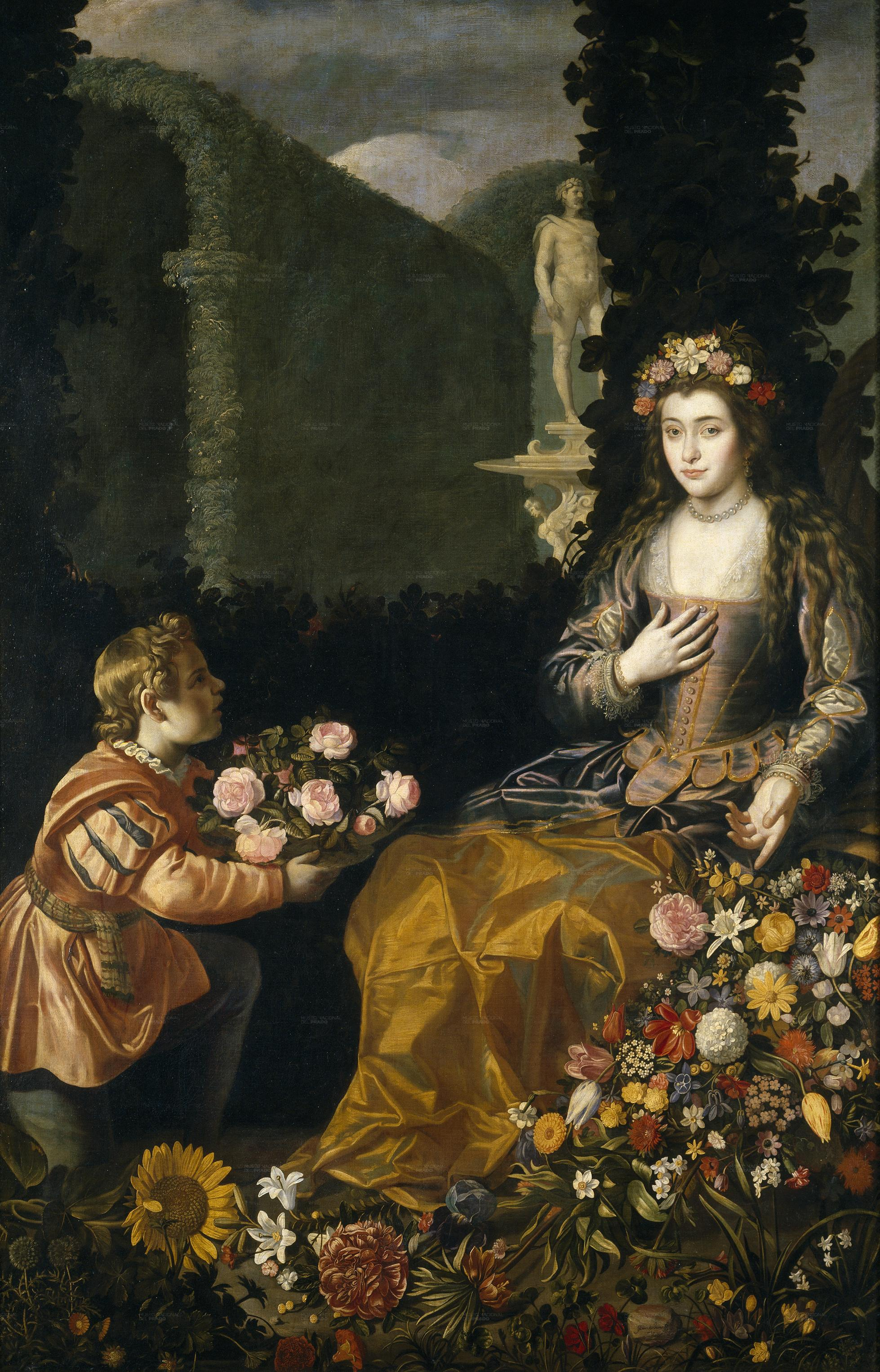
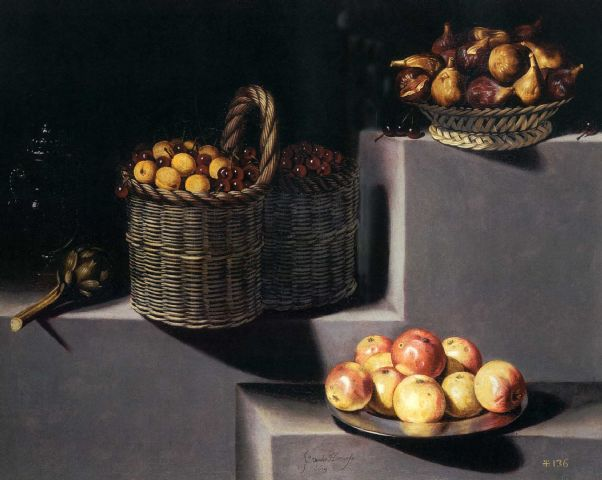